# 제22회 금마장
제22회 금마장의 시상식에 관한 내용이다.

## 수상 및 후보

### 작품상
- 아저양과료일생

### 감독상
- 장의 수상

### 남우주연상
- 주윤발 수상

### 여우주연상
- 양혜산 수상

### 남우조연상
- 진박정 수상

### 여우조연상
- 당여온 수상